# 名鑑
| ウィキペディアには「名鑑」という見出しの百科事典記事はありません（タイトルに「名鑑」を含むページの一覧/「名鑑」で始まるページの一覧）。 代わりにウィクショナリーのページ「名鑑」が役に立つかもしれません。 |